# Windsor and Maidenhead
Windsor and Maidenhead is een unitary authority en een district in de Engelse regio South East England in het  ceremoniële graafschap Berkshire  en telt 151.000 inwoners. De oppervlakte bedraagt 197 km².

## Demografie
Van de bevolking is 15,4 % ouder dan 65 jaar. De werkloosheid bedraagt 2,0 % van de beroepsbevolking (cijfers volkstelling 2001).
Het aantal inwoners daalde van ongeveer 133.700 in 1991 naar 133.626 in 2001.

## Plaatsen in district Windsor and Maidenhead
- Ascot
- Clewer
- Eton Wick
- Holyport
- Maidenhead
- Windsor

## Civil parishesin district Windsor and Maidenhead
Bisham, Bray, Cookham, Cox Green, Datchet, Eton, Horton, Hurley, Old Windsor, Shottesbrooke, Sunningdale, Sunninghill and Ascot, Waltham St. Lawrence, White Waltham, Wraysbury.